# Пригородний район
Пригородний район (рос. Пригородный район, ос. Горæтгæроны район) — адміністративна одиниця республіки Північна Осетія Російської Федерації.
Адміністративний центр — село Октябрське.

## Адміністративний поділ
До складу району входять 19 сільських поселень:
1. Архонське сільське поселення (станиця Архонська)
2. Верхньосанибанське сільське поселення (село Верхня Саниба)
3. Гізельське сільське поселення (село Гізель)
4. Даргавське сільське поселення (село Даргавс, село Фазікау, село Ламардон, село Джимара, село Какадур)
5. Донгаронське сільське поселення (село Донгарон)
6. Ірське сільське поселення (село Ір)
7. Камбілєєвське сільське поселення (село Камбілєєвське)
8. Кармадонське сільське поселення (село Кармадон, село Стара Саниба, село Верхній Кані, село Нижній Кані, село Тменікау)
9. Кобанське сільське поселення (село Кобан)
10. Комгаронське сільське поселення (село Комгарон)
11. Куртатське сільське поселення (село Куртат, село Дачне)
12. Майське сільське поселення (село Майське)
13. Михайловське сільське поселення (село Михайловське, селище Алханчурт, селище Первомайський)
14. Нижньосанибанське сільське поселення (село Нижня Саниба)
15. Ногірське сільське поселення (село Ногір)
16. Октябрське сільське поселення (село Октябрське)
17. Сунженське сільське поселення (село Сунжа)
18. Тарське сільське поселення (село Тарське)
19. Черменське сільське поселення (село Чермен)

## Національний склад
|          | 1959  | 1970  | 1979  | 1989  | 2002  | 2010  |
| осетини  | 63,4% | 60,3% | 59,0% | 58,9% | 69,9% | 67,1% |
| інгуші   | 12,5% | 15,6% | 19,6% | 22,1% | 16,4% | 21,4% |
| росіяни  | 19,2% | 20,1% | 18,0% | 15,7% | 10,8% | 8,7%  |
| вірмени  | 1,4%  | 0,3%  | 0,3%  | 0,3%  | 0,5%  | 0,5%  |
| грузини  | 1,5%  | 1,0%  | 1,0%  | 1,0%  | 1,0%  | 0,8%  |
| українці | 0,8%  | 0,5%  | 0,4%  | 0,4%  | 0,2%  | 0,1%  |
|          |       |       |       |       |       |       |